# Scène primitive (psychanalyse)
Pour l’article homonyme, voir Scène primitive (masochisme).
La scène primitive ou scène originaire (Urszene), ainsi nommée par Sigmund Freud dans L'Homme aux loups, correspond à l'observation par un très jeune enfant du rapport sexuel entre ses parents. D'abord incompréhensible et interprétée comme un acte de violence, la scène peut revenir à un âge plus avancé chez l'enfant et chez l'adulte sous forme de fantasmes.  

## Sens et genèse du concept chez Freud

### Urszene
Laplanche et Pontalis précisent que la désignation « scène primitive » est la traduction le plus souvent adoptée par les psychanalystes de langue française « comme équivalent de ce que Freud a nommé Urszene ». Le Vocabulaire de la psychanalyse opte pour la traduction « scène originaire » de Urszene, auquel l'article « scène primitive » ne fait que renvoyer.
En faisant mention de l'« Urszene », traduite par « scène originaire », Michel Plon et Élisabeth Roudinesco signalent que l'expression apparaît sous la plume de Sigmund Freud pour la première fois en 1897 dans une lettre à Wilhelm Fliess afin de désigner certaines « scènes infantiles » ; il ne s'agissait alors pas exclusivement ou précisément du coït parental, commentent-ils. Par la suite, le terme au singulier Urszene désignera de manière constante selon ces auteurs « le rapport sexuel entre les parents tel qu'il peut être regardé ou fantasmé par l'enfant qui l’interprète comme un acte de violence, voire de viol, de la part du père à l'égard de la mère ». Sophie de Mijolla-Mellor souligne que la scène primitive, « interprétée par lui en termes de violence » demeure une énigme incompréhensible et provoque une excitation sexuelle chez l'enfant.

### Des «scènes originaires» à «la scène originaire »
Dans le Vocabulaire de la psychanalyse (1967), le terme de « Urszenen » (au pluriel dans le texte en allemand de Freud ) pour « scènes originaires ou primitives » apparaît en deux occurrences : à l'entrée « Fantasmes originaires » et à l'entrée « Scène originaire », où J. Laplanche et J.-B. Pontalis renvoient respectivement en note aux Manuscrits M et L de Sigmund Freud, joints aux lettres à Wilhelm Fliess du 25.5.1897 (Lettre 63) pour « Fantasmes originaires » et du 2-5-1897 (Lettre 61) pour « Scène originaire » ,».

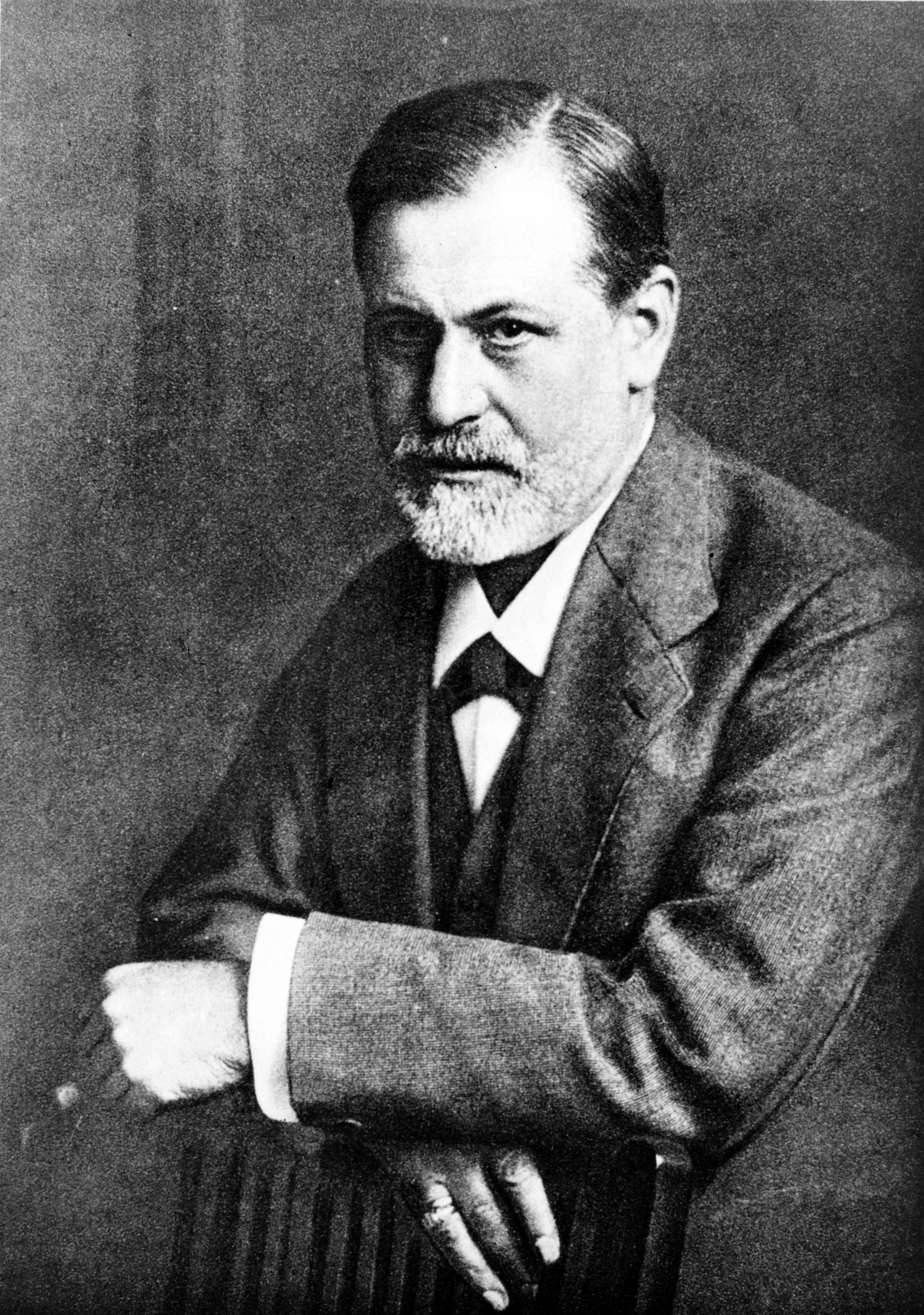
Sigmund Freud par Max Halberstadt, en 1909

Freud a cherché très tôt « à découvrir des événements archaïques réels, capables de fournir le fondement dernier des symptômes névrotiques », et ce sont « ces événements réels, traumatisants », dont  le souvenir est parfois « masqué par des fantasmes » qu'il nomme Urszenen, c'est-à-dire des « scènes originaires ». 
Laplanche et Pontalis attirent l'attention sur le fait que « ces événements premiers sont désignés du nom de scènes », parmi lesquelles Freud va « dégager […] des scénarios typiques et en nombre limité » : ce sont les fantasmes originaires (Urphantasien), le mot apparaissant chez Freud dans un écrit de 1915. Les auteurs du Vocabulaire de la psychanalyse soulignent que ces fantasmes originaires « se rencontrent de façon très générale chez les êtres humains, sans qu'on puisse en chaque cas invoquer des scènes réellement vécues » : la scène originaire sera l'un des thèmes de ces fantasmes originaires, à côté d'autres thèmes comme la castration et la séduction.
Dans l'analyse du cas de l'homme aux loups (1914), Freud cherchera « à établir la réalité de la scène d'observation du coït parental » à l'origine de l'histoire de son patient. Mais la notion « d'un souvenir sexuel trop précoce pour être traduit en images verbales » se trouve déjà en 1896 dans une lettre à Wilhelm Fliess (lettre du 20 mai 1896) : Freud y évoque un « excédent sexuel » empêchant « la traduction en images verbales ». Cette notion d'observation d'un rapport sexuel entre les parents, mais par un enfant plus âgé, revient au moment des Études sur l'hystérie dans le « cas Katharina » ; elle apparaît également dans L'Interprétation du rêve (1900) comme fantasme « avec le rêve d'avoir observé le coït parental lors de la vie intra-utérine ».

## La scène originaire chez Freud

### L'Homme aux loups
C'est dans l'analyse du cas de l'« homme aux loups » (1918) que Freud utilise pour la première fois le terme de « scène originaire » pour décrire l'observation du rapport sexuel de ses parents par un très jeune enfant.

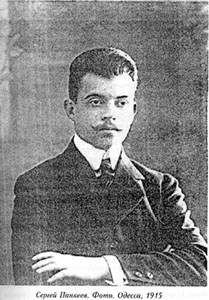
Sergueï Pankejeff, dit « l'Homme aux loups ».

Sergueï Pankejeff, dont la santé s'était détériorée depuis l'âge de dix-huit ans à la suite d'une gonorrhée, consulta Freud à vingt-trois ans, d'abord en février 1910 : il était alors « totalement handicapé et avait besoin d'être accompagné en permanence ». Dans l'analyse du cas de l'« Homme aux loups », surnommé de la sorte à cause du « rêve traumatique qu'eut Sergueï à l'âge de quatre ans avec des loups », Freud « met surtout l'accent sur la prime enfance du patient » (environ ses quatre premières années). Il « accorde une importance toute particulière à la scène primitive et au complexe de castration ». La dite « scène primitive », indiquée comme premier élément déterminant dans la pathologie ultérieure du patient, fut observée par l'enfant à l'âge d'un an et demi : il s'agissait d'un « coït a tergo », que Sergueï ne comprit que plus tard, quand la scène revint « sous la forme d'un rêve », le « rêve des loups » fait à l'âge de quatre ans. Comme l'explique Patrick Mahony, l'authenticité de la scène primitive, dans l'analyse menée par Freud, est le résultat de la « reconstruction minutieuse qu'il [Freud] effectue du sens de chaque détail de ce rêve ».

### Enjeux
Sur la pierre de touche de l'analyse de l'homme aux loups, où Freud ne cesse pas de chercher la réalité événementielle de la scène originaire, par rapport au fantasme, « la question fut l'objet d'un débat de Freud avec Jung et avec lui-même », écrivent Jean Laplanche et J.-B. Pontalis en 1967. « Freud veut maintenir contre Jung […] l'idée que cette scène appartient au passé — ontogénique ou phylogénique — de l'individu et constitue un événement qui peut être de l'ordre du mythe, mais qui est déjà là, avant toute signification apportée après-coup ». En tant qu'événement, selon l'explication qu'en donne Sophie de Mijolla-Mellor, la scène originaire a une « portée traumatique » qui est « plus évidente que si l'on y voit un pur fantasme, reconstruit après coup » au sens du zurückfantasieren jungien : le débat se situe donc « entre « réalité événementielle » et « réalité psychique » ». Un tel débat n'est pas sans renvoyer au débat de Freud avec lui-même au moment de ses neurotica et de l'abandon en 1897 de la première théorie freudienne dite « de la séduction ». Cependant, plus encore que la scène originaire elle-même, Sophie de Mijolla-Mellor considère que « c'est toute la question du fantasme » qui se trouve soulevée à ce moment-là.
Toujours selon S. de Mijolla-Mellor, « la scène originaire est indissociable des théories sexuelles infantiles dont elle suscite la formation ». Les théories sexuelles infantiles « tentent de combler un gouffre » incommensurable « entre le vécu affectif et psychosexuel de l'enfant et les mots qui pourraient [en] rendre compte » : la scène primitive en question en ressort comme « une représentation inquiétante, où le familier des parents est reconnu et nié à la fois », tandis que l'enfant s'y sent exclu en même temps qu'il s'y trouve concerné.

## À la suite de Freud

### Ruth Mack Brunswick
Serge Pankejeff fit une analyse ultérieure avec Ruth Mack Brunswick. Selon Laplanche et Pontalis, Ruth Mack Brunswick considère que « la compréhension que l'enfant a du coït parental et l'intérêt qu'il lui porte trouvent un appui dans ses propres expériences corporelles préœdipiennes avec sa mère et dans les désirs qui en résultent. »

### Melanie Klein
En 1928, à la suite de Freud et dans le cadre de la seconde théorie des pulsions de celui-ci, Melanie Klein fait de la « scène originaire » quelque chose de tout à fait particulier marqué par sa vision de la dualité entre pulsions de vie et pulsions de mort ; elle introduit notamment sa notion de parents combinés pour souligner l'indifférenciation propre au fantasme archaïque qui préfigurerait le fantasme de la scène primitive.